# Grandes Voltas
Uma Grande Volta (em francês Grand Tour) é uma de três corridas por etapas mais longas no ciclismo de estrada:
- Volta à França — Tour de France (estreia 1903)
- Volta à Itália — Giro d'Italia  (estreia 1909)
- Volta à Espanha — Vuelta a España (estreia 1935).

Estas três competições organizadas anualmente decorrem num período de três semanas, e são formadas com aproximadamente vinte etapas por cada competição.

## Descrição
As três Grandes Voltas devem compreender dois dias de descanso. A sua distância é limitada a 3.500 Km. É frequente que estas competições comecem com um Prológo, que é uma etapa de contrarrelógio individual de poucos quilómetros (menos de 10). Outro tipo de etapa frequente é o contrarrelógio por equipes.
As três competições estão associadas ao UCI World Tour e antes estavam associadas às primeiras edições do UCI Pro Tour e ao UCI World Calendar. Anteriormente estavam integradas no ranking UCI, sempre com a máxima pontuação entre todas as competições de ciclismo.

## Estatísticas

### Vencedores das Grandes Voltas
| Ano  | Giro d'Italia                                                                   | Tour de France                                  | Vuelta a España                                |
| ---- | ------------------------------------------------------------------------------- | ----------------------------------------------- | ---------------------------------------------- |
| 1903 | começou em 1909                                                                 | Maurice Garin                                   | começou em 1935                                |
| 1904 | começou em 1909                                                                 | Henri Cornet                                    | começou em 1935                                |
| 1905 | começou em 1909                                                                 | Louis Trousselier                               | começou em 1935                                |
| 1906 | começou em 1909                                                                 | René Pottier                                    | começou em 1935                                |
| 1907 | começou em 1909                                                                 | Lucien Petit-Breton (1/2)                       | começou em 1935                                |
| 1908 | começou em 1909                                                                 | Lucien Petit-Breton (2/2)                       | começou em 1935                                |
| 1909 | Luigi Ganna (ITA)                                                               | François Faber (LUX)                            | começou em 1935                                |
| 1910 | Carlo Galetti (ITA) (1/3)                                                       | Octave Lapize (FRA)                             | começou em 1935                                |
| 1911 | Carlo Galetti (ITA) (2/3)                                                       | Gustave Garrigou (FRA)                          | começou em 1935                                |
| 1912 | Team Atala (ITA) (Carlo Galetti (3/3), · Giovanni Micheletto & Eberardo Pavesi) | Odile Defraye (BEL)                             | começou em 1935                                |
| 1913 | Carlo Oriani (ITA)                                                              | Philippe Thys (BEL) (1/3)                       | começou em 1935                                |
| 1914 | Alfonso Calzolari (ITA)                                                         | Philippe Thys (BEL) (2/3)                       | começou em 1935                                |
| 1915 | Não disputada durante a Primeira Guerra Mundial                                 | Não disputada durante a Primeira Guerra Mundial | começou em 1935                                |
| 1916 | Não disputada durante a Primeira Guerra Mundial                                 | Não disputada durante a Primeira Guerra Mundial | começou em 1935                                |
| 1917 | Não disputada durante a Primeira Guerra Mundial                                 | Não disputada durante a Primeira Guerra Mundial | começou em 1935                                |
| 1918 | Não disputada durante a Primeira Guerra Mundial                                 | Não disputada durante a Primeira Guerra Mundial | começou em 1935                                |
| 1919 | Costante Girardengo (ITA) (1/2)                                                 | Firmin Lambot (BEL) (1/2)                       | começou em 1935                                |
| 1920 | Gaetano Belloni (ITA)                                                           | Philippe Thys (BEL) (3/3)                       | começou em 1935                                |
| 1921 | Giovanni Brunero (ITA) (1/3)                                                    | Léon Scieur (BEL)                               | começou em 1935                                |
| 1922 | Giovanni Brunero (ITA) (2/3)                                                    | Firmin Lambot (BEL) (2/2)                       | começou em 1935                                |
| 1923 | Costante Girardengo (ITA) (2/2)                                                 | Henri Pélissier (FRA)                           | começou em 1935                                |
| 1924 | Giuseppe Enrici (ITA)                                                           | Ottavio Bottecchia (ITA) (1/2)                  | começou em 1935                                |
| 1925 | Alfredo Binda (ITA) (1/5)                                                       | Ottavio Bottecchia (ITA) (2/2)                  | começou em 1935                                |
| 1926 | Giovanni Brunero (ITA) (3/3)                                                    | Lucien Buysse (BEL)                             | começou em 1935                                |
| 1927 | Alfredo Binda (ITA) (2/5)                                                       | Nicolas Frantz (LUX) (1/2)                      | começou em 1935                                |
| 1928 | Alfredo Binda (ITA) (3/5)                                                       | Nicolas Frantz (LUX) (2/2)                      | começou em 1935                                |
| 1929 | Alfredo Binda (ITA) (4/5)                                                       | Maurice De Waele (BEL)                          | começou em 1935                                |
| 1930 | Luigi Marchisio (ITA)                                                           | André Leducq (FRA) (1/2)                        | começou em 1935                                |
| 1931 | Francesco Camusso (ITA)                                                         | Antonin Magne (FRA) (1/2)                       | começou em 1935                                |
| 1932 | Antonio Pesenti (ITA)                                                           | André Leducq (FRA) (2/2)                        | começou em 1935                                |
| 1933 | Alfredo Binda (ITA) (5/5)                                                       | Georges Speicher (FRA)                          | começou em 1935                                |
| 1934 | Learco Guerra (ITA)                                                             | Antonin Magne (FRA) (2/2)                       | começou em 1935                                |
| 1935 | Vasco Bergamaschi (ITA)                                                         | Romain Maes (BEL)                               | Gustaaf Deloor (BEL) (1/2)                     |
| 1936 | Gino Bartali (ITA) (1/5)                                                        | Sylvère Maes (BEL) (1/2)                        | Gustaaf Deloor (BEL) (2/2)                     |
| 1937 | Gino Bartali (ITA) (2/5)                                                        | Roger Lapébie (FRA)                             | Não disputada durante a Guerra Civil Espanhola |
| 1938 | Giovanni Valetti (ITA) (1/2)                                                    | Gino Bartali (ITA) (3/5)                        | Não disputada durante a Guerra Civil Espanhola |
| 1939 | Giovanni Valetti (ITA) (2/2)                                                    | Sylvère Maes (BEL) (2/2)                        | Não disputada durante a Guerra Civil Espanhola |
| 1940 | Fausto Coppi (ITA) (1/7)                                                        | Não disputada durante a Segunda Guerra Mundial  | Não disputada durante a Guerra Civil Espanhola |
| 1941 | Não disputada durante a Segunda Guerra Mundial                                  | Não disputada durante a Segunda Guerra Mundial  | Julián Berrendero (ESP) (1/2)                  |
| 1942 | Não disputada durante a Segunda Guerra Mundial                                  | Não disputada durante a Segunda Guerra Mundial  | Julián Berrendero (ESP) (2/2)                  |
| 1943 | Não disputada durante a Segunda Guerra Mundial                                  | Não disputada durante a Segunda Guerra Mundial  | Não disputada durante a Segunda Guerra Mundial |
| 1944 | Não disputada durante a Segunda Guerra Mundial                                  | Não disputada durante a Segunda Guerra Mundial  | Não disputada durante a Segunda Guerra Mundial |
| 1945 | Não disputada durante a Segunda Guerra Mundial                                  | Não disputada durante a Segunda Guerra Mundial  | Delio Rodríguez (ESP)                          |
| 1946 | Gino Bartali (ITA) (4/5)                                                        | Não disputada durante a Segunda Guerra Mundial  | Dalmacio Langarica (ESP)                       |
| 1947 | Fausto Coppi (ITA) (2/7)                                                        | Jean Robic (FRA)                                | Edward Van Dijck (BEL)                         |
| 1948 | Fiorenzo Magni (ITA) (1/3)                                                      | Gino Bartali (ITA) (5/5)                        | Bernardo Ruiz (ESP)                            |
| 1949 | Fausto Coppi (ITA) (3/7)                                                        | Fausto Coppi (ITA) (4/7)                        | Não disputada devido à falta de interesse      |
| 1950 | Hugo Koblet (SUI) (1/2)                                                         | Ferdinand Kübler (SUI)                          | Emilio Rodríguez (ESP)                         |
| 1951 | Fiorenzo Magni (ITA) (2/3)                                                      | Hugo Koblet (SUI) (2/2)                         | Não disputada devido à falta de interesse      |
| 1952 | Fausto Coppi (ITA) (5/7)                                                        | Fausto Coppi (ITA) (6/7)                        | Não disputada devido à falta de interesse      |
| 1953 | Fausto Coppi (ITA) (7/7)                                                        | Louison Bobet (FRA) (1/3)                       | Não disputada devido à falta de interesse      |
| 1954 | Carlo Clerici (SUI)                                                             | Louison Bobet (FRA) (2/3)                       | Não disputada devido à falta de interesse      |
| 1955 | Fiorenzo Magni (ITA) (3/3)                                                      | Louison Bobet (FRA) (3/3)                       | Jean Dotto (FRA)                               |
| 1956 | Charly Gaul (LUX) (1/3)                                                         | Roger Walkowiak (FRA)                           | Angelo Conterno (ITA)                          |
| 1957 | Gastone Nencini (ITA) (1/2)                                                     | Jacques Anquetil (FRA) (1/8)                    | Jesús Loroño (ESP)                             |
| 1958 | Ercole Baldini (ITA)                                                            | Charly Gaul (LUX) (2/3)                         | Jean Stablinski (FRA)                          |
| 1959 | Charly Gaul (LUX) (3/3)                                                         | Federico Bahamontes (ESP)                       | Antonio Suárez (ESP)                           |
| 1960 | Jacques Anquetil (FRA) (2/8)                                                    | Gastone Nencini (ITA) (2/2)                     | Frans De Mulder (BEL)                          |
| 1961 | Arnaldo Pambianco (ITA)                                                         | Jacques Anquetil (FRA) (3/8)                    | Angelino Soler (ESP)                           |
| 1962 | Franco Balmamion (ITA) (1/2)                                                    | Jacques Anquetil (FRA) (4/8)                    | Rudi Altig (GER)                               |
| 1963 | Franco Balmamion (ITA) (2/2)                                                    | Jacques Anquetil (FRA) (6/8)                    | Jacques Anquetil (FRA) (5/8)                   |
| 1964 | Jacques Anquetil (FRA) (7/8)                                                    | Jacques Anquetil (FRA) (8/8)                    | Raymond Poulidor (FRA)                         |
| 1965 | Vittorio Adorni (ITA)                                                           | Felice Gimondi (ITA) (1/5)                      | Rolf Wolfshohl (GER)                           |
| 1966 | Gianni Motta (ITA)                                                              | Lucien Aimar (FRA)                              | Francisco Gabica (ESP)                         |
| 1967 | Felice Gimondi (ITA) (2/5)                                                      | Roger Pingeon (FRA) (1/2)                       | Jan Janssen (NED) (1/2)                        |
| 1968 | Eddy Merckx (BEL) (1/11)                                                        | Jan Janssen (NED) (2/2)                         | Felice Gimondi (ITA) (3/5)                     |
| 1969 | Felice Gimondi (ITA) (4/5)                                                      | Eddy Merckx (BEL) (2/11)                        | Roger Pingeon (FRA) (2/2)                      |
| 1970 | Eddy Merckx (BEL) (3/11)                                                        | Eddy Merckx (BEL) (4/11)                        | Luis Ocaña (ESP) (1/2)                         |
| 1971 | Gösta Pettersson (SWE)                                                          | Eddy Merckx (BEL) (5/11)                        | Ferdinand Bracke (BEL)                         |
| 1972 | Eddy Merckx (BEL) (6/11)                                                        | Eddy Merckx (BEL) (7/11)                        | José Manuel Fuente (ESP) (1/2)                 |
| 1973 | Eddy Merckx (BEL) (9/11)                                                        | Luis Ocaña (ESP) (2/2)                          | Eddy Merckx (BEL) (8/11)                       |
| 1974 | Eddy Merckx (BEL) (10/11)                                                       | Eddy Merckx (BEL) (11/11)                       | José Manuel Fuente (ESP) (2/2)                 |
| 1975 | Fausto Bertoglio (ITA)                                                          | Bernard Thévenet (FRA) (1/2)                    | Agustín Tamames (ESP)                          |
| 1976 | Felice Gimondi (ITA) (5/5)                                                      | Lucien Van Impe (BEL)                           | José Pesarrodona (ESP)                         |
| 1977 | Michel Pollentier (BEL)                                                         | Bernard Thévenet (FRA) (2/2)                    | Freddy Maertens (BEL)                          |
| 1978 | Johan De Muynck (BEL)                                                           | Bernard Hinault (FRA) (2/10)                    | Bernard Hinault (FRA) (1/10)                   |
| 1979 | Giuseppe Saronni (ITA) (1/2)                                                    | Bernard Hinault (FRA) (3/10)                    | Joop Zoetemelk (NED) (1/2)                     |
| 1980 | Bernard Hinault (FRA) (4/10)                                                    | Joop Zoetemelk (NED) (2/2)                      | Faustino Rupérez (ESP)                         |
| 1981 | Giovanni Battaglin (ITA) (2/2)                                                  | Bernard Hinault (FRA) (5/10)                    | Giovanni Battaglin (ITA) (1/2)                 |
| 1982 | Bernard Hinault (FRA) (6/10)                                                    | Bernard Hinault (FRA) (7/10)                    | Marino Lejarreta (ESP)                         |
| 1983 | Giuseppe Saronni (ITA) (2/2)                                                    | Laurent Fignon (FRA) (1/3)                      | Bernard Hinault (FRA) (8/10)                   |
| 1984 | Francesco Moser (ITA)                                                           | Laurent Fignon (FRA) (2/3)                      | Éric Caritoux (FRA)                            |
| 1985 | Bernard Hinault (FRA) (9/10)                                                    | Bernard Hinault (FRA) (10/10)                   | Pedro Delgado (ESP) (1/3)                      |
| 1986 | Roberto Visentini (ITA)                                                         | Greg LeMond (USA) (1/3)                         | Álvaro Pino (ESP)                              |
| 1987 | Stephen Roche (IRL) (1/2)                                                       | Stephen Roche (IRL) (2/2)                       | Luis Herrera (COL)                             |
| 1988 | Andrew Hampsten (USA)                                                           | Pedro Delgado (ESP) (2/3)                       | Sean Kelly (IRL)                               |
| 1989 | Laurent Fignon (FRA) (3/3)                                                      | Greg LeMond (USA) (2/3)                         | Pedro Delgado (ESP) (3/3)                      |
| 1990 | Gianni Bugno (ITA)                                                              | Greg LeMond (USA) (3/3)                         | Marco Giovannetti (ITA)                        |
| 1991 | Franco Chioccioli (ITA)                                                         | Miguel Indurain (ESP) (1/7)                     | Melchor Mauri (ESP)                            |
| 1992 | Miguel Indurain (ESP) (2/7)                                                     | Miguel Indurain (ESP) (3/7)                     | Tony Rominger (SUI) (1/4)                      |
| 1993 | Miguel Indurain (ESP) (4/7)                                                     | Miguel Indurain (ESP) (5/7)                     | Tony Rominger (SUI) (2/4)                      |
| 1994 | Eugeni Berzin (RUS)                                                             | Miguel Indurain (ESP) (6/7)                     | Tony Rominger (SUI) (3/4)                      |
| 1995 | Tony Rominger (SUI) (4/4)                                                       | Miguel Indurain (ESP) (7/7)                     | Laurent Jalabert (FRA)                         |
| 1996 | Pavel Tonkov (RUS)                                                              | Bjarne Riis (DEN)                               | Alex Zülle (SUI) (1/2)                         |
| 1997 | Ivan Gotti (ITA) (1/2)                                                          | Jan Ullrich (GER) (1/2)                         | Alex Zülle (SUI) (2/2)                         |
| 1998 | Marco Pantani (ITA) (1/2)                                                       | Marco Pantani (ITA) (2/2)                       | Abraham Olano (ESP)                            |
| 1999 | Ivan Gotti (ITA) (2/2)                                                          | Sem vencedor[A]                                 | Jan Ullrich (GER) (2/2)                        |
| 2000 | Stefano Garzelli (ITA)                                                          | Sem vencedor[A]                                 | Roberto Heras (ESP) (1/4)                      |
| 2001 | Gilberto Simoni (ITA) (1/2)                                                     | Sem vencedor[A]                                 | Ángel Casero (ESP)                             |
| 2002 | Paolo Savoldelli (ITA) (1/2)                                                    | Sem vencedor[A]                                 | Aitor González (ESP)                           |
| 2003 | Gilberto Simoni (ITA) (2/2)                                                     | Sem vencedor[A]                                 | Roberto Heras (ESP) (2/4)                      |
| 2004 | Damiano Cunego (ITA)                                                            | Sem vencedor[A]                                 | Roberto Heras (ESP) (3/4)                      |
| 2005 | Paolo Savoldelli (ITA) (2/2)                                                    | Sem vencedor[A]                                 | Roberto Heras (ESP) (4/4)                      |
| 2006 | Ivan Basso (ITA) (1/2)                                                          | Óscar Pereiro (ESP)                             | Alexander Vinokourov (KAZ)                     |
| 2007 | Danilo Di Luca (ITA)                                                            | Alberto Contador (ESP) (1/7)                    | Denis Menchov (RUS) (1/2)                      |
| 2008 | Alberto Contador (ESP) (2/7)                                                    | Carlos Sastre (ESP)                             | Alberto Contador (ESP) (3/7)                   |
| 2009 | Denis Menchov (RUS) (2/2)                                                       | Alberto Contador (ESP) (4/7)                    | Alejandro Valverde (ESP)                       |
| 2010 | Ivan Basso (ITA) (2/2)                                                          | Andy Schleck (LUX)                              | Vincenzo Nibali (ITA) (1/4)                    |
| 2011 | Michele Scarponi (ITA)                                                          | Cadel Evans (AUS)                               | Chris Froome (GBR) (1/7)                       |
| 2012 | Ryder Hesjedal (CAN)                                                            | Bradley Wiggins (GBR)                           | Alberto Contador (ESP) (5/7)                   |
| 2013 | Vincenzo Nibali (ITA) (2/4)                                                     | Chris Froome (GBR) (2/7)                        | Chris Horner (USA)                             |
| 2014 | Nairo Quintana (COL) (1/2)                                                      | Vincenzo Nibali (ITA) (3/4)                     | Alberto Contador (ESP) (6/7)                   |
| 2015 | Alberto Contador (ESP) (7/7)                                                    | Chris Froome (GBR) (3/7)                        | Fabio Aru (ITA)                                |
| 2016 | Vincenzo Nibali (ITA) (4/4)                                                     | Chris Froome (GBR) (4/7)                        | Nairo Quintana (COL) (2/2)                     |
| 2017 | Tom Dumoulin (NED)                                                              | Chris Froome (GBR) (5/7)                        | Chris Froome (GBR) (6/7)                       |
| 2018 | Chris Froome (GBR) (7/7)                                                        | Geraint Thomas (GBR)                            | Simon Yates (GBR) (1/2)                        |
| 2019 | Richard Carapaz (ECU)                                                           | Egan Bernal (COL) (1/2)                         | Primož Roglič (SLO) (1/5)                      |
| 2020 | Tao Geoghegan Hart (GBR)                                                        | Tadej Pogačar (SLO) (1/5)                       | Primož Roglič (SLO) (2/5)                      |
| 2021 | Egan Bernal (COL) (2/2)                                                         | Tadej Pogačar (SLO) (2/5)                       | Primož Roglič (SLO) (3/5)                      |
| 2022 | Jai Hindley (AUS)                                                               | Jonas Vingegaard (DEN) (1/2)                    | Remco Evenepoel (BEL)                          |
| 2023 | Primož Roglič (SLO) (4/5)                                                       | Jonas Vingegaard (DEN) (2/2)                    | Sepp Kuss (USA)                                |
| 2024 | Tadej Pogačar (SLO) (3/5)                                                       | Tadej Pogačar (SLO) (4/5)                       | Primož Roglič (SLO) (5/5)                      |
| 2025 | Simon Yates (GBR) (2/2)                                                         | Tadej Pogačar (SLO) (5/5)                       |                                                |

### Vitórias por país
| País           | Giro | Tour | Vuelta | Total |
| -------------- | ---- | ---- | ------ | ----- |
| Itália         | 69   | 10   | 6      | 85    |
| França         | 6    | 36   | 9      | 51    |
| Espanha        | 4    | 12   | 32     | 48    |
| Bélgica        | 7    | 18   | 8      | 33    |
| Reino Unido    | 2    | 6    | 3      | 11    |
| Suíça          | 3    | 2    | 5      | 10    |
| Luxemburgo     | 2    | 5    | 0      | 7     |
| Eslovênia      | 1    | 2    | 3      | 6     |
| Estados Unidos | 1    | 3    | 2      | 6     |
| Países Baixos  | 1    | 2    | 2      | 5     |
| Colômbia       | 2    | 1    | 2      | 5     |
| Alemanha       | 0    | 1    | 3      | 4     |
| Rússia         | 3    | 0    | 1      | 4     |
| Irlanda        | 1    | 1    | 1      | 3     |
| Dinamarca      | 0    | 3    | 0      | 3     |
| Austrália      | 1    | 1    | 0      | 2     |
| Cazaquistão    | 0    | 0    | 1      | 1     |
| Canadá         | 1    | 0    | 0      | 1     |
| Suécia         | 1    | 0    | 0      | 1     |
| Equador        | 1    | 0    | 0      | 1     |

### Ciclistas vencedores das três Grandes Voltas
Sete ciclistas conseguiram vencer as três Grandes Voltas ao longo da sua carreira :
- Jacques Anquetil (FRA) : 5 Tours de France (1957, 1961, 1962, 1963, 1964), 2 Giros d'Italia (1960, 1964), e 1 Vuelta a España (1963).
- Felice Gimondi (ITA) : 1 Tour de France (1965), 3 Giros d'Italia (1967, 1969, 1976), 1 Vuelta a España (1968)
- Eddy Merckx (BEL) : 5 Tours de France (1969, 1970, 1971, 1972, 1974), 5 Giros d'Italia (1968, 1970, 1972, 1973, 1974), 1 Vuelta a España (1973)
- Bernard Hinault (FRA) : 5 Tours de France (1978, 1979, 1981, 1982, 1985), 3 Giros d'Italia (1980, 1982, 1985), 2 Vueltas a España (1978, 1983)
- Alberto Contador (ESP) : 2 Tours de France (2007, 2009), 2 Giros d'Italia (2008, 2015), 3 Vueltas a España (2008, 2012, 2014)
- Vincenzo Nibali (ITA) : 1 Tour de France (2014), 2 Giros d'Italia (2013, 2016), 1 Vuelta a España (2010)
- Christopher Froome (GBR) : 4 Tours de France (2013, 2015, 2016, 2017), 1 Giro d'Italia (2018), 1 Vuelta a España (2017)

Apenas três ciclistas conseguiram vencer etapas das três Grandes Voltas no mesmo ano:
- Miguel Poblet ESP: 1956
- Pierino Baffi ITA: 1958
- Alessandro Petacchi ITA: 2003

### Ciclistas com pódios nas três Grandes Voltas
Vinte ciclistas conseguiram terminar no pódio das três Grandes Voltas no curso da sua carreira:
| Ciclista            | Tour | Giro | Vuelta | Total |
| ------------------- | ---- | ---- | ------ | ----- |
| Jacques Anquetil    | 6    | 6    | 1      | 13    |
| Bernard Hinault     | 7    | 3    | 2      | 12    |
| Eddy Merckx         | 6    | 5    | 1      | 12    |
| Felice Gimondi      | 2    | 9    | 1      | 12    |
| Christopher Froome  | 6    | 1    | 4      | 11    |
| Vincenzo Nibali     | 2    | 6    | 3      | 11    |
| Miguel Indurain     | 5    | 3    | 1      | 9     |
| Alejandro Valverde  | 1    | 1    | 7      | 9     |
| Alberto Contador    | 2    | 2    | 3      | 7     |
| Primož Roglič       | 1    | 2    | 4      | 7     |
| Laurent Fignon      | 3    | 2    | 1      | 6     |
| Carlos Sastre       | 2    | 1    | 3      | 6     |
| Tony Rominger       | 1    | 1    | 4      | 6     |
| Nairo Quintana      | 3    | 2    | 1      | 6     |
| Cadel Evans         | 3    | 1    | 1      | 5     |
| Joaquim Rodríguez   | 1    | 1    | 3      | 5     |
| José Manuel Fuente  | 1    | 1    | 2      | 4     |
| Denis Menchov       | 1    | 1    | 2      | 4     |
| Richard Carapaz     | 1    | 2    | 1      | 4     |
| Herman Van Springel | 1    | 1    | 1      | 3     |

### Ciclistas vencedores de duas Grandes Voltas no mesmo ano
Nove ciclistas venceram duas Grandes Voltas no mesmo ano.
Sete ciclistas conseguiram a dobradinha Tour de France/Giro d'Italia :
- Fausto Coppi : 1949, 1952
- Jacques Anquetil : 1964
- Eddy Merckx : 1970, 1972, 1974
- Bernard Hinault : 1982, 1985
- Stephen Roche : 1987
- Miguel Indurain : 1992, 1993
- Marco Pantani : 1998

Dez destes ciclistas conseguiram igualmente a dobradinha Tour de France/Vuelta a España num mesmo ano :
- Jacques Anquetil : 1963
- Bernard Hinault : 1978
- Christopher Froome : 2017

A dobradinha Giro d'Italia/Vuelta a España for realizada por três ciclistas :
- Eddy Merckx: 1973
- Giovanni Battaglin : 1981
- Alberto Contador : 2008

Sobre os nove, as dobradinhas de Pantani, Roche e Battaglin ainda permanecem como record de vitórias das Grandes Voltas.

### Record de vitórias de Grandes Voltas
| Nome                | Total | Tour de France                   | Giro d'Italia                    | Vuelta a España            |
| ------------------- | ----- | -------------------------------- | -------------------------------- | -------------------------- |
| Eddy Merckx         | 11    | 5 (1969, 1970, 1971, 1972, 1974) | 5 (1968, 1970, 1972, 1973, 1974) | 1 (1973)                   |
| Bernard Hinault     | 10    | 5 (1978, 1979, 1981, 1982, 1985) | 3 (1980, 1982, 1985)             | 2 (1978, 1983)             |
| Jacques Anquetil    | 8     | 5 (1957, 1961, 1962, 1963, 1964) | 2 (1960, 1964)                   | 1 (1963)                   |
| Fausto Coppi        | 7     | 2 (1949, 1952)                   | 5 (1940, 1947, 1949, 1952, 1953) | 0                          |
| Miguel Indurain     | 7     | 5 (1991, 1992, 1993, 1994, 1995) | 2 (1992, 1993)                   | 0                          |
| Alberto Contador    | 7     | 2 (2007, 2009)                   | 2 (2008, 2015)                   | 3 (2008, 2012, 2014)       |
| Christopher Froome  | 7     | 4 (2013, 2015, 2016, 2017)       | 1 (2018)                         | 2 (2011, 2017)             |
| Alfredo Binda       | 5     | 0                                | 5 (1923, 1925, 1927, 1928, 1929) | 0                          |
| Gino Bartali        | 5     | 2 (1938, 1948)                   | 3 (1936, 1937, 1946)             | 0                          |
| Felice Gimondi      | 5     | 1 (1965)                         | 3 (1967, 1969, 1976)             | 1 (1968)                   |
| Tony Rominger       | 4     | 0                                | 1 (1995)                         | 3 (1992, 1993, 1994)       |
| Roberto Heras       | 4     | 0                                | 0                                | 4 (2000, 2003, 2004, 2005) |
| Vincenzo Nibali     | 4     | 1 (2014)                         | 2 (2013, 2016)                   | 1 (2010)                   |
| Primož Roglič       | 4     | 0                                | 1 (2023)                         | 3 (2019, 2020, 2021)       |
| Carlo Galetti       | 3     | 0                                | 3 (1910, 1911, 1912)             | 0                          |
| Philippe Thys       | 3     | 3 (1913, 1914, 1920)             | 0                                | 0                          |
| Giovanni Brunero    | 3     | 0                                | 3 (1921, 1922, 1926)             | 0                          |
| Louison Bobet       | 3     | 3 (1953, 1954, 1955)             | 0                                | 0                          |
| Fiorenzo Magni      | 3     | 0                                | 3 (1948, 1951, 1955)             | 0                          |
| Charly Gaul         | 3     | 1 (1958)                         | 2 (1956, 1959)                   | 0                          |
| Laurent Fignon      | 3     | 2 (1983, 1984)                   | 1 (1989)                         | 0                          |
| Pedro Delgado       | 3     | 1 (1988)                         | 0                                | 2 (1985, 1989)             |
| Greg LeMond         | 3     | 3 (1986, 1989, 1990)             | 0                                | 0                          |
| Franco Balmamion    | 2     | 0                                | 2 (1962, 1963)                   | 0                          |
| Ivan Basso          | 2     | 0                                | 2 (2006, 2010)                   | 0                          |
| Giovanni Battaglin  | 2     | 0                                | 1 (1981)                         | 1 (1981)                   |
| Julián Berrendero   | 2     | 0                                | 0                                | 2 (1941, 1942)             |
| Ottavio Bottecchia  | 2     | 2 (1924, 1925)                   | 0                                | 0                          |
| Gustaaf Deloor      | 2     | 0                                | 0                                | 2 (1935, 1936)             |
| Nicolas Frantz      | 2     | 2 (1927, 1928)                   | 0                                | 0                          |
| José Manuel Fuente  | 2     | 0                                | 0                                | 2 (1972, 1974)             |
| Ivan Gotti          | 2     | 0                                | 2 (1997, 1999)                   | 0                          |
| Jan Janssen         | 2     | 1 (1968)                         | 0                                | 1 (1967)                   |
| Hugo Koblet         | 2     | 1 (1951)                         | 1 (1950)                         | 0                          |
| Firmin Lambot       | 2     | 2 (1919, 1922)                   | 0                                | 0                          |
| André Leducq        | 2     | 2 (1930, 1932)                   | 0                                | 0                          |
| Sylvère Maes        | 2     | 2 (1936, 1939)                   | 0                                | 0                          |
| Antonin Magne       | 2     | 2 (1931, 1934)                   | 0                                | 0                          |
| Denis Menchov       | 2     | 0                                | 1 (2009)                         | 1 (2007)                   |
| Luis Ocaña          | 2     | 1 (1973)                         | 0                                | 1 (1970)                   |
| Marco Pantani       | 2     | 1 (1998)                         | 1 (1998)                         | 0                          |
| Lucien Petit-Breton | 2     | 2 (1907, 1908)                   | 0                                | 0                          |
| Roger Pingeon       | 2     | 1 (1967)                         | 1 (1969)                         | 0                          |
| Stephen Roche       | 2     | 1 (1987)                         | 1 (1987)                         | 0                          |
| Paolo Savoldelli    | 2     | 0                                | 2 (2002, 2005)                   | 0                          |
| Giuseppe Saronni    | 2     | 0                                | 2 (1979, 1983)                   | 0                          |
| Gilberto Simoni     | 2     | 0                                | 2 (2001, 2003)                   | 0                          |
| Bernard Thévenet    | 2     | 2 (1975, 1977)                   | 0                                | 0                          |
| Jan Ullrich         | 2     | 1 (1997)                         | 0                                | 1 (1999)                   |
| Giovanni Valetti    | 2     | 0                                | 2 (1938, 1939)                   | 0                          |
| Joop Zoetemelk      | 2     | 1 (1980)                         | 0                                | 1 (1979)                   |
| Alex Zülle          | 2     | 0                                | 0                                | 2 (1996, 1997)             |
| Nairo Quintana      | 2     | 0                                | 1 (2014)                         | 1 (2016)                   |
| Egan Bernal         | 2     | 1 (2019)                         | 1 (2021)                         | 0                          |
| Tadej Pogačar       | 2     | 2 (2020, 2021)                   | 0                                | 0                          |
| Jonas Vingegaard    | 2     | 2 (2022, 2023)                   | 0                                | 0                          |

### Record de pódios nas Grandes Voltas
| Ciclista           | Tour | Giro | Vuelta | Total |
| ------------------ | ---- | ---- | ------ | ----- |
| Jacques Anquetil   | 6    | 6    | 1      | 13    |
| Bernard Hinault    | 7    | 3    | 2      | 12    |
| Eddy Merckx        | 6    | 5    | 1      | 12    |
| Felice Gimondi     | 2    | 9    | 1      | 12    |
| Christopher Froome | 6    | 1    | 4      | 11    |
| Vincenzo Nibali    | 2    | 6    | 3      | 11    |
| Raymond Poulidor   | 8    | 0    | 2      | 10    |
| Gino Bartali       | 3    | 7    | 0      | 10    |
| Miguel Indurain    | 5    | 3    | 1      | 9     |
| Fausto Coppi       | 2    | 7    | 0      | 9     |
| Joop Zoetemelk     | 7    | 0    | 1      | 8     |
| Pedro Delgado      | 3    | 0    | 5      | 8     |

A. a b c d e f g  Lance Armstrong foi declarado o vencedor de sete edições consecutivas da Volta à França entre 1999 e 2005. No entanto, em Outubro de 2012, foram lhe retirados todos os títulos pela UCI pelo uso de substâncias dopantes. Os organizadores da Volta à França anunciaram que nessas edições o lugar do vencedor permaneceria vago, em vez de atribuírem a vitória ao segundo classificado de cada edição. No entant em Outubro de 2015, o Tour de France voltou a incluir Armstrong na lista de vencedores, mas com o seu nome rasurado.

## Portugueses nas Grandes Voltas
| Ciclista          | Tour                                                                      | Giro                               | Vuelta                             | Total |
| ----------------- | ------------------------------------------------------------------------- | ---------------------------------- | ---------------------------------- | ----- |
| Joaquim Agostinho | 3.º (1978 e 1979), 5.º (1971 e 1980), 6.º (1974), 8.º (1969, 1972 e 1973) | –                                  | 2.º (1974), 6.º (1973), 7.º (1976) | 11    |
| João Almeida      | 4.º (2024)                                                                | 3.º (2023), 4.º (2020), 6.º (2021) | 5.º (2022), 9.º (2023)             | 6     |
| José Azevedo      | 5.º (2004), 6.º (2002)                                                    | 5.º (2001)                         | –                                  | 3     |
| João Rebelo       | –                                                                         | –                                  | 6.º (1945), 10.° (1946)            | 2     |
| Ribeiro da Silva  | –                                                                         | –                                  | 4.º (1957)                         | 1     |
| Fernando Mendes   | –                                                                         | –                                  | 6.º (1975)                         | 1     |
| Acácio da Silva   | –                                                                         | 7.º 1986)                          | –                                  | 1     |
| José Martins      | –                                                                         | –                                  | 8.º (1975)                         | 1     |
| Alves Barbosa     | 10.º (1956)                                                               | –                                  | –                                  | 1     |
| 9                 | 12                                                                        | 5                                  | 10                                 | 27    |

## Grandes Voltas femininas
No ciclismo feminino as Grandes Voltas são consideradas o Giro d'Italia feminino (em Itália), o Tour de France feminino (na França, criado apenas em 2022) e a La Vuelta Femenina (na Espanha, criada em 2015).